# Amtsgericht Bischhausen

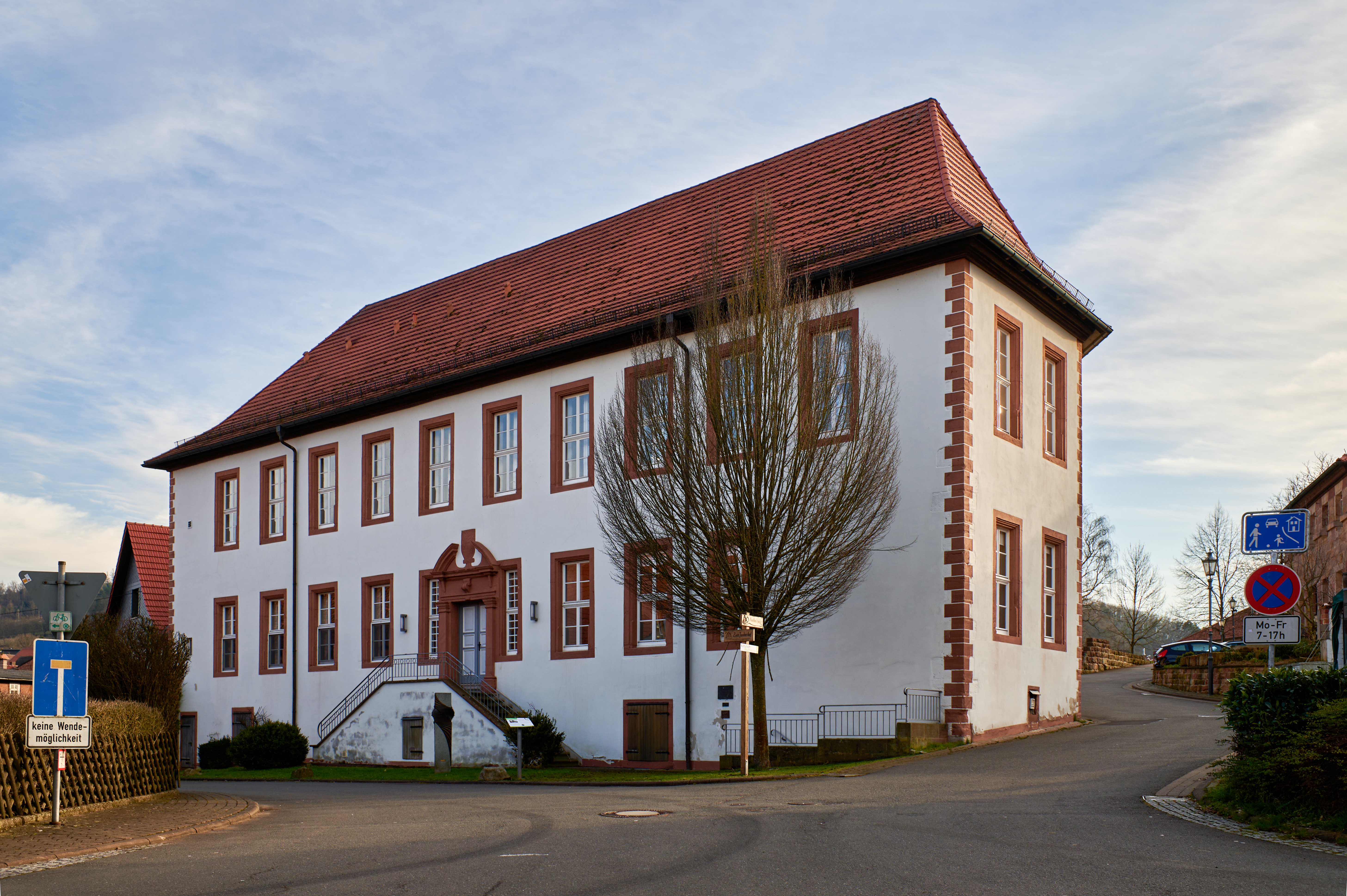
Altes Amtsgericht Bischhausen, heute Dorfgemeinschaftshaus (2022)

Das Amtsgericht Bischhausen war ein preußisches Amtsgericht mit Sitz in Bischhausen.

## Vorgeschichte
In Kurhessen erfolgte 1821 die Trennung der Rechtsprechung von der Verwaltung und für die Rechtsprechung wurden Justizämter, darunter das Justizamt Bischhausen mit Sitz in Bischhausen eingerichtet. Es war dem Obergericht für die Provinz Niederhessen zugeordnet.

## Geschichte
Mit der Annexion Kurhessens durch Preußen 1866, wurden in der neuen Provinz Hessen-Nassau Amtsgerichte eingerichtet. Das Justizamt Bischhausen wurde entsprechen in das Amtsgericht Bischhausen umgewandelt. Dieses war dem Kreisgericht Kassel zugeordnet. Mit der Einführung der Reichsjustizgesetze entstanden 1879 reichsweit einheitlich Amtsgerichte. Das Amtsgericht Bischhausen behielt damit seinen Namen und erhielt die neuen Funktionen. Es war nun eines der 34 Amtsgerichte im Bezirk des Landgerichtes Kassel. Am Gericht bestand eine Richterstelle. Es war damit ein kleines Amtsgericht im Landgerichtsbezirk. Sein Gerichtsbezirk umfasste aus dem Kreis Eschwege die Gemeindebezirke Waldkappel, Burghofen, Eltmannsee, Friemen, Gehau, Hetzerode, Hoheneiche, Kirchhosbach, Mäckelsdorf, Mitterode, Oetmannshausen, Rechtebach, Schemmern, Stadthosbach, Thurnhosbach und Wichmannshausen und die Gutsbezirke Oberförsterei Bischhausen, Dominalgut Bischhausen, Oberförsterei Bischofferode, Friemen, Wellingerode, Wichmannshausen (von Beoyneburger Anteil) und Wichmannshausen (Domäne). In Folge der Weltwirtschaftskrise wurden 60 Amtsgerichte auf Grund von Sparverordnungen aufgehoben. Mit der Verordnung über die Aufhebung von Amtsgerichten vom 30. Juli 1932 wurde das Amtsgericht Bischhausen zum 30. September 1932 aufgehoben und sein Sprengel zwischen dem Amtsgericht Eschwege, Amtsgericht Sontra und Amtsgericht Spangenberg aufgeteilt.

## Gebäude
Das Gebäude des Amtsgerichts wird heute als „Dorfgemeinschaftseinrichtung Altes Amtsgericht“ genutzt.